# Ольденбургский замок
Замок Ольденбург (нем. Schloss Oldenburg) — неоренессансный замок, расположенный в городе Ольденбург, в земле Нижняя Саксония, в Германии. Бывшая резиденция графов, герцогов и великих герцогов Ольденбурга. В настоящее время здесь находится Нижнесаксонский государственный музей искусства и истории культуры.
Первый средневековый замок был построен на этом месте графами Ольденбурга в 1100 году для контроля над торговыми путями из Вестфалии в Восточную Фризию. В XV веке равнинный замок был окружён рвом, что преобразовало его в замок на воде. На его небольшой территории появились многочисленные жилые и хозяйственные постройки, в которых к 1600 году проживало около 350 человек.
Новый каменный замок был построен по заказу Антона Гюнтера, графа Ольденбурга в 1607—1667 годах. За образец архитекторами был взят ренессансный палаццо. Первым строителем замка был немец Антон Райнхард, которого сменил итальянец Андреа Спецца, курировавший проект с 1609 по 1615 год. В разработке фасада в ренессансном стиле участвовал скульптор Людвиг Мюнстерманн. Художественное оформление интерьеров замка было поручено Иоганну Кирхрингу-младшему. Однако из-за Тридцатилетней войны проект не был до конца реализован.
После смерти графа Антона Гюнтера большая часть его владений была унаследована королевским домом Дании, и замок стал резиденцией датского губернатора. В XVIII веке последние постройки средневекового замка были снесены по причине ветхости; тогда же засыпали ров. В 1744 году к замку пристроили помещение губернаторской канцелярии, получившее название «Крыла канцелярии». В 1775 году для датского губернатора Фридриха Левена, графа Хольмера к основному зданию графа Антона Гюнтера архитектором Георгом Греггенхофером было пристроено помещение, получившее название «Крыла Хольмера». С 1773 по 1918 год замок был резиденцией герцогов Ольденбурга из Гольштейн-Готторпского дома.
В 1817 году по заказу великого герцога Петра I архитектор Генрих Карл Слефогт оформил интерьеры замка в стиле классицизма. Тогда же им были построены крыло для библиотеки и придворной кухни и два каретных сарая. Построенное им крыло, сгорело в 1913 году, но сразу же было восстановлено в первоначальном виде. В 1894 году «Крыло канцелярии» по причине ветхости было снесено. На его месте архитектором Людвигом Фризом, по проекту архитектора Людвига Клингенберга была возведена новая пристройка в духе модного в то время историзма, центром которой стало здание большого зала в стиле неоренессанса с плафонами, созданными художником Артуром Фитгером.
После Ноябрьской революции 1918 года и свержения монархии, замок был утрачен прежними владельцами. В 1919—1920 году правительство Свободного государства Ольденбург разместило в замке Ольденбургский земельный музей (ныне Нижнесаксонский музей искусств и истории культуры), который был открыт для публики в 1923 году.